# Campeonato Russo de Futebol de 1993 - Segunda Divisão
O Campeonato Russo de Futebol - Segunda Divisão de 1993 foi o segundo torneio desta competição. Participaram cinquenta e oito equipes. O nome do campeonato era "Primeira Liga" (Perváia Liga), dado que a primeira divisão era a "Liga Suprema" (Vysshaia Liga). O campeonato era dividido em três torneios independentes - a Zona Leste, a Zona Oeste e a Zona Central, com 22 equipes na região leste, 20 na central e 18 na leste. Devido à diminuição de clubes da primeira divisão e o reestruturamento da pirâmide do futebol russo, esta edição contou com vários rebaixamentos, tanto para o Campeonato Russo de Futebol de 1994 - Terceira Divisão como até para o Campeonato Russo de Futebol de 1994 - Quarta Divisão.

## Participantes da Zona Oeste
| Equipe                          | Cidade          | Região                  | No ano anterior                                                                   | Estádio                     | Capacidade | Títulos        | Participações |
| ------------------------------- | --------------- | ----------------------- | --------------------------------------------------------------------------------- | --------------------------- | ---------- | -------------- | ------------- |
| FC Uralan Elista                | Elista          | Calmúquia               | Vice Campeão                                                                      | Estádio Uralan              | 15.200     | 0 (não possui) | 2             |
| FC Chernomorets Novorossiysk    | Novorossiysk    | Krai de Krasnodar       | Terceiro Lugar                                                                    | Estádio Trud                | 12.500     | 0 (não possui) | 2             |
| FC Drujba Maikop                | Maikop          | Adiguésia               | Quarto Lugar                                                                      | Estádio Yunost              | 7.000      | 0 (não possui) | 2             |
| FC Terek Grozny                 | Grózni          | Chechênia               | Quinto Lugar                                                                      | Estádio Sultan Bilimkhanov  | 10.500     | 0 (não possui) | 2             |
| FC Dinamo Vologda               | Vologda         | Oblast de Vologda       | Sexto Lugar                                                                       | Estádio Dínamo              | 10.000     | 0 (não possui) | 2             |
| FC Metallurg Lipetsk            | Lipetsk         | Oblast de Lipetsk       | Sétimo Lugar                                                                      | Estádio Metallurg           | 14.000     | 0 (não possui) | 2             |
| PFC Spartak Nalchik             | Nalchik         | Cabárdia-Balcária       | Oitavo Lugar                                                                      | Estádio Spartak             | 14.400     | 0 (não possui) | 2             |
| FC Spartak Anapa                | Anapa           | Krai de Krasnodar       | Nono Lugar                                                                        | Estádio Spartak             | --         | 0 (não possui) | 2             |
| FC Torpedo Vladimir             | Vladimir        | Oblast de Vladimir      | Décimo Lugar                                                                      | Estádio Torpedo             | 19.700     | 0 (não possui) | 2             |
| FC Asmaral Kislovodsk           | Kislovodsk      | Krai de Stavropol       | Décimo Primeiro Lugar                                                             | Estádio COP CSK WWS         | --         | 0 (não possui) | 2             |
| FC Torpedo Taganrog             | Taganrog        | Oblast de Rostov        | Décimo Segundo Lugar                                                              | Estádio Torpedo             | --         | 0 (não possui) | 2             |
| FC Nart Cherkessk               | Cherkessk       | Carachai-Circássia      | Décimo Terceiro Lugar                                                             | --                          | --         | 0 (não possui) | 2             |
| FC APK Azov                     | Azov            | Oblast de Rostov        | Décimo Quarto Lugar                                                               | --                          | --         | 0 (não possui) | 2             |
| FC Tekstilshchik Ivanovo        | Ivanovo         | Oblast de Ivanovo       | Décimo Quinto Lugar                                                               | Estádio Tekstilshchik       | 9.565      | 0 (não possui) | 2             |
| FC Avtodor-Olaf Vladikavkaz     | Vladikavkaz     | Ossétia do Norte-Alânia | Campeão da Zona 02 do Campeonato Russo de Futebol de 1992 - Terceira Divisão      | Estádio SOK Tedeyev         | 3.000      | 0 (não possui) | 1             |
| FC Smena-Saturn São Petersburgo | Tsentralny      | São Petersburgo         | Vice Campeão da Zona 04 do Campeonato Russo de Futebol de 1992 - Terceira Divisão | Estádio Kirov               | 100.000    | 0 (não possui) | 1             |
| FC Fakel Voronej                | Voronej         | Oblast de Voronej       | Rebaixado do Campeonato Russo de Futebol de 1992                                  | Estádio da Central Sindical | 32.750     | 0 (não possui) | 1             |
| FC Erzu Grozny                  | Grózni          | Chechênia               | Campeão da Zona 01 do Campeonato Russo de Futebol de 1992 - Terceira Divisão      | Estádio Sultan Bilimkhanov  | 10.500     | 0 (não possui) | 1             |
| FC Baltika Kaliningrado         | Kaliningrado    | Oblast de Kaliningrado  | Campeão da Zona 04 do Campeonato Russo de Futebol de 1992 - Terceira Divisão      | Estádio Baltika             | 14.000     | 0 (não possui) | 1             |
| FC Kuban Krasnodar              | Krasnodar       | Krai de Krasnodar       | Rebaixado do Campeonato Russo de Futebol de 1992                                  | Estádio Kuban               | 32.000     | 0 (não possui) | 1             |
| FC Kolos Krasnodar              | Krasnodar       | Krai de Krasnodar       | Vice Campeão da Zona 01 do Campeonato Russo de Futebol de 1992 - Terceira Divisão | Estádio Kuban               | 32.000     | 0 (não possui) | 1             |
| FC Orekhovo Orekhovo-Zuyevo     | Orekhovo-Zuyevo | Oblast de Moscovo       | Vice Campeão da Zona 03 do Campeonato Russo de Futebol de 1992 - Terceira Divisão | Estádio Znamya Truda        | 8.300      | 0 (não possui) | 1             |

## Participantes da Zona Central
| Equipe                     | Cidade         | Região                | No ano anterior                                                                     | Estádio                     | Capacidade | Títulos        | Participações |
| -------------------------- | -------------- | --------------------- | ----------------------------------------------------------------------------------- | --------------------------- | ---------- | -------------- | ------------- |
| FC Torpedo Riazan          | Riazan         | Oblast de Riazan      | Vice Campeão                                                                        | Estádio CSK                 | 25.000     | 0 (não possui) | 2             |
| FC Zvezda Perm             | Perm           | Oblast de Perm        | Terceiro Lugar                                                                      | Estádio Zvezda              | 19.500     | 0 (não possui) | 2             |
| FC Torpedo Volzhsky        | Volzhsky       | Oblast de Volgogrado  | Quarto Lugar                                                                        | Estádio Loginov             | 7.000      | 0 (não possui) | 2             |
| FC Rubin-TAN Kazan         | Cazã           | Tartaristão           | Quinto Lugar                                                                        | Estádio Central de Cazã     | 28.500     | 0 (não possui) | 2             |
| FC Lada Togliatti          | Togliatti      | Oblast de Samara      | Sexto Lugar                                                                         | Estádio Torpedo             | 18.000     | 0 (não possui) | 2             |
| FK Sokol Saratov           | Saratov        | Oblast de Saratov     | Sétimo Lugar                                                                        | Estádio Lokomotiv           | 15.000     | 0 (não possui) | 2             |
| FC Uralets Nijny Tagil     | Nijny Tagil    | Oblast de Sverdlovsk  | Oitavo Lugar                                                                        | Estádio Uralets             | 5.000      | 0 (não possui) | 2             |
| FC Torpedo Miass           | Miass          | Oblast de Cheliabinsk | Nono Lugar                                                                          | Estádio Trud                | 3.000      | 0 (não possui) | 2             |
| FC Zenit Ijevsk            | Ijevsk         | Udmúrtia              | Décimo Lugar]                                                                       | Estádio Central Republicano | 19.200     | 0 (não possui) | 2             |
| FC Drujba Iochkar-Ola      | Iochkar-Ola    | Mari El               | Décimo Primeiro Lugar                                                               | Estádio Drujba              | 12.500     | 0 (não possui) | 2             |
| FC Zenit Cheliabinsk       | Cheliabinsk    | Oblast de Cheliabinsk | Décimo Segundo Lugar                                                                | Estádio Central             | 15.000     | 0 (não possui) | 2             |
| FC Svetotekhnika Saransk   | Saransk        | Mordóvia              | Décimo Terceiro Lugar                                                               | Estádio Start               | 11.581     | 0 (não possui) | 2             |
| FC Lada Dimitrovgrad       | Dimitrovgrad   | Oblast de Ulianovsk   | Décimo Quarto Lugar                                                                 | Estádio Torpedo             | 5.000      | 0 (não possui) | 2             |
| FK Metallurg Magnitogorsk  | Magnitogorsk   | Oblast de Cheliabinsk | Décimo Quinto Lugar                                                                 | Estádio Central             | --         | 0 (não possui) | 2             |
| FC Zenit São Petersburgo   | Petrogrado     | São Petersburgo       | Rebaixado do Campeonato Russo de Futebol de 1992                                    | Estádio Petrovsky           | 21.570     | 0 (não possui) | 1             |
| FC Shinnik Iaroslavl       | Iaroslavl      | Oblast de Iaroslavl   | Rebaixado do Campeonato Russo de Futebol de 1992                                    | Estádio Shinnik             | 22.000     | 0 (não possui) | 1             |
| FC Interros Moscovo        | Krasnoznamensk | Oblast de Moscovo     | Terceiro Lugar da Zona 03 do Campeonato Russo de Futebol de 1992 - Terceira Divisão | --                          | --         | 0 (não possui) | 1             |
| FC Neftekhimik Nizhnekamsk | Nizhnekamsk    | Tartaristão           | Campeão da Zona 05 do Campeonato Russo de Futebol de 1992 - Terceira Divisão        | Estádio Neftekhimik         | 3.000      | 0 (não possui) | 1             |
| FC Gazovik Ijevsk          | Ijevsk         | Udmúrtia              | Vice Campeão da Zona 05 do Campeonato Russo de Futebol de 1992 - Terceira Divisão   | Estádio Central Republicano | 19.200     | 0 (não possui) | 1             |
| FC Avangard Kamyshin       | Kamyshin       | Oblast de Volgogrado  | Vice Campeão da Zona 02 do Campeonato Russo de Futebol de 1992 - Terceira Divisão   | Estádio Tekstilshchik       | 7.500      | 0 (não possui) | 1             |

## Participantes da Zona Leste
| Equipe                     | Cidade            | Região                | No ano anterior                                                                   | Estádio                     | Capacidade | Títulos        | Participações |
| -------------------------- | ----------------- | --------------------- | --------------------------------------------------------------------------------- | --------------------------- | ---------- | -------------- | ------------- |
| FC Irtysh Omsk             | Omsk              | Oblast de Omsk        | Vice Campeão                                                                      | Estádio Estrela Vermelha    | 18.000     | 0 (não possui) | 2             |
| FC Lokomotiv Chita         | Chita             | Oblast de Chita       | Terceiro Lugar                                                                    | Estádio Lokomotiv           | 12.500     | 0 (não possui) | 2             |
| FC Chkalovets Novosibirsk  | Novosibirsk       | Oblast de Novosibirsk | Quarto Lugar                                                                      | Estádio Spartak             | 12.500     | 0 (não possui) | 2             |
| FC Selenga Ulan-Ude        | Ulan-Ude          | Buriácia              | Quinto Lugar                                                                      | Estádio Central de Buriácia | 10.000     | 0 (não possui) | 2             |
| FC Zvezda Irkutsk          | Irkutsk           | Oblast de Irkutsk     | Sexto Lugar                                                                       | Estádio Trud                | 28.500     | 0 (não possui) | 2             |
| FC Tom Tomsk               | Tomsk             | Oblast de Tomsk       | Sétimo Lugar                                                                      | Estádio Trud                | 15.000     | 0 (não possui) | 2             |
| FC Dínamo Yakutsk          | Yakutsk           | Iacútia               | Oitavo Lugar                                                                      | Estádio Tuymaada            | 12.800     | 0 (não possui) | 2             |
| FC Metallurg Novokuznetsk  | Novokuznetsk      | Oblast de Kemerovo    | Nono Lugar                                                                        | Estádio Metallurg           | 8.500      | 0 (não possui) | 2             |
| FC Metallurg Krasnoyarsk   | Krasnoyarsk       | Krai de Krasnoyarsk   | Décimo Lugar                                                                      | Estádio Central             | 22.500     | 0 (não possui) | 2             |
| FC KUZBASS Kemerovo        | Kemerovo          | Oblast de Kemerovo    | Décimo Primeiro Lugar                                                             | Estádio Shakhtyor           | 4.174      | 0 (não possui) | 2             |
| FC Dínamo Barnaul          | Barnaul           | Krai de Altai         | Décimo Segundo Lugar                                                              | Estádio Dínamo              | 16.000     | 0 (não possui) | 2             |
| FC Sacalin Kholmsk         | Kholmsk           | Oblast de Sacalina    | Décimo Terceiro Lugar                                                             | Estádio Farol de Sacalina   | 3.000      | 0 (não possui) | 2             |
| FC SKA-Energiya Khabarovsk | Khabarovsk        | Krai de Khabarovsk    | Décimo Quarto Lugar                                                               | Estádio Lênin               | 15.200     | 0 (não possui) | 2             |
| FC Zarya Leninsk-Kuznetsky | Leninsk-Kuznetsky | Oblast de Kemerovo    | Campeão da Zona 06 do Campeonato Russo de Futebol de 1992 - Terceira Divisão      | Estádio Shakhtyor           | 6.000      | 0 (não possui) | 1             |
| FC Dynamo-Gazovik Tiumen   | Tiumen            | Oblast de Tiumen      | Rebaixado do Campeonato Russo de Futebol de 1992                                  | Estádio Geolog              | 13.057     | 0 (não possui) | 1             |
| FC Metallurg Aldan         | Aldansky          | Iacútia               | Vice Campeão da Zona 06 do Campeonato Russo de Futebol de 1992 - Terceira Divisão | --                          | --         | 0 (não possui) | 1             |

## Regulamento
O campeonato foi disputado no sistema de pontos corridos em turno e returno nos três torneios (Zona Central, Zona Leste e Zona Oeste). Ao final, os três campeões eram classificados para o Torneio de Promoção, onde jogavam contra o décimo quarto, décimo quinto e décimo sexto lugares do Campeonato Russo de Futebol de 1993. Dez equipes de cada zona eram rebaixadas para o Campeonato Russo de Futebol de 1994 - Terceira Divisão, sendo que nas zonas central e oeste três equipes eram rebaixadas diretamente para o Campeonato Russo de Futebol de 1994 - Quarta Divisão.

## Resultados do Campeonato

### Resultados da Zona Central
Chernomorets foi o campeão; foi classificado para o Torneio de Promoção.

Fakel, Metallurg de Lipetsk, Spartak de Anapa, Terek, Torpedo de Taganrog, Kolos, Kuban, Spartak de Nalchik, Tekstilshchik, Orekhovo e Dínamo de Vologda foram rebaixados para a terceira divisão russa.

Asmaral de Kislovodsk, Nart e APK foram rebaixados para a quarta divisão russa.

### Resultados da Zona Oeste
Lada de Togliatti foi o campeão; foi classificado para o Torneio de Promoção.

Rubin, Lada de Dimitrovgrad, Torpedo de Volzhky, Gazovik, Uralets, Svetotechnika, Drujba de Iochkar-Ola, Torpedo de Riazan, Metallurg de Magnitogorsk e Torpedo de Miass  foram rebaixados para a terceira divisão russa.

Avangard, Zenit de Ijevsk e Zenit de Cheliabinsk foram rebaixados para a quarta divisão russa.

### Resultados da Zona Leste
Dínamo-Gazovik foi o campeão; foi classificado para o Torneio de Promoção.

Kuzbass, Metallurg de Aldansky, Metallurg de Krasnoiarsk, Dínamo de Yakutsk, Sakhalin, Metallurg de Novokuznetsk, Tom, Dínamo de Barnaul, Chklalovets, Selenga e SKA foram rebaixados para a terceira divisão russa.

## Torneio de Promoção
| Equipe                       | Cidade       | Região            | No ano anterior                                                                 | Estádio           | Capacidade | Títulos        | Participações |
| ---------------------------- | ------------ | ----------------- | ------------------------------------------------------------------------------- | ----------------- | ---------- | -------------- | ------------- |
| FC Luch Vladivostok          | Vladivostok  | Krai do Litoral   | Décimo Quinto Lugar no Campeonato Russo de Futebol de 1993                      | Estádio Dínamo    | 10.500     | 0 (não possui) | 1             |
| FC Krilia Sovetov Samara     | Samara       | Oblast de Samara  | Décimo Quarto Lugar no Campeonato Russo de Futebol de 1993                      | Estádio Metallurg | 33.320     | 0 (não possui) | 1             |
| FC Okean Nakhodka            | Nakhodka     | Krai do Litoral   | Décimo Sexto Lugar no Campeonato Russo de Futebol de 1993                       | Estádio Vodnik    | 10.000     | 0 (não possui) | 1             |
| FC Dynamo-Gazovik Tiumen     | Tiumen       | Oblast de Tiumen  | Campeão do Campeonato Russo de Futebol de 1993 - Segunda Divisão (Zona Leste)   | Estádio Geolog    | 13.057     | 0 (não possui) | 1             |
| FC Chernomorets Novorossiysk | Novorossiysk | Krai de Krasnodar | Campeão do Campeonato Russo de Futebol de 1993 - Segunda Divisão (Zona Oeste)   | Estádio Trud      | 12.500     | 0 (não possui) | 1             |
| FC Lada Togliatti            | Togliatti    | Oblast de Samara  | Campeão do Campeonato Russo de Futebol de 1993 - Segunda Divisão (Zona Central) | Estádio Torpedo   | 18.000     | 0 (não possui) | 1             |

Krilia, Lada e Dínamo-Gazovik foram promovidos; Chernomorets, Okean e Luch foram rebaixados.

## Campeão
| Campeão Russo da Segunda Divisão de 1993 - Zona Oeste |
| ----------------------------------------------------- |
| FC Chernomorets Novorossiysk 1° Título                |

| Campeão Russo da Segunda Divisão de 1993 - Zona Central |
| ------------------------------------------------------- |
| FC Lada Togliatti 1° Título                             |

| Campeão Russo da Segunda Divisão de 1993 - Zona Leste |
| ----------------------------------------------------- |
| FC Dynamo-Gazovik Tiumen 1° Título                    |